# Lighthouse (니나 크랄리치의 노래)
《Lighthouse》는 2016년 3월 9일에 발매된 니나 크랄리치의 노래이다. 유니버설 뮤직 그룹에 의해 발매되었다.

## 곡 목록
| #  | 제목           | 재생 시간 |
| -- | -------------- | --------- |
| 1. | 〈Lighthouse〉 | 3:00      |